# Iban

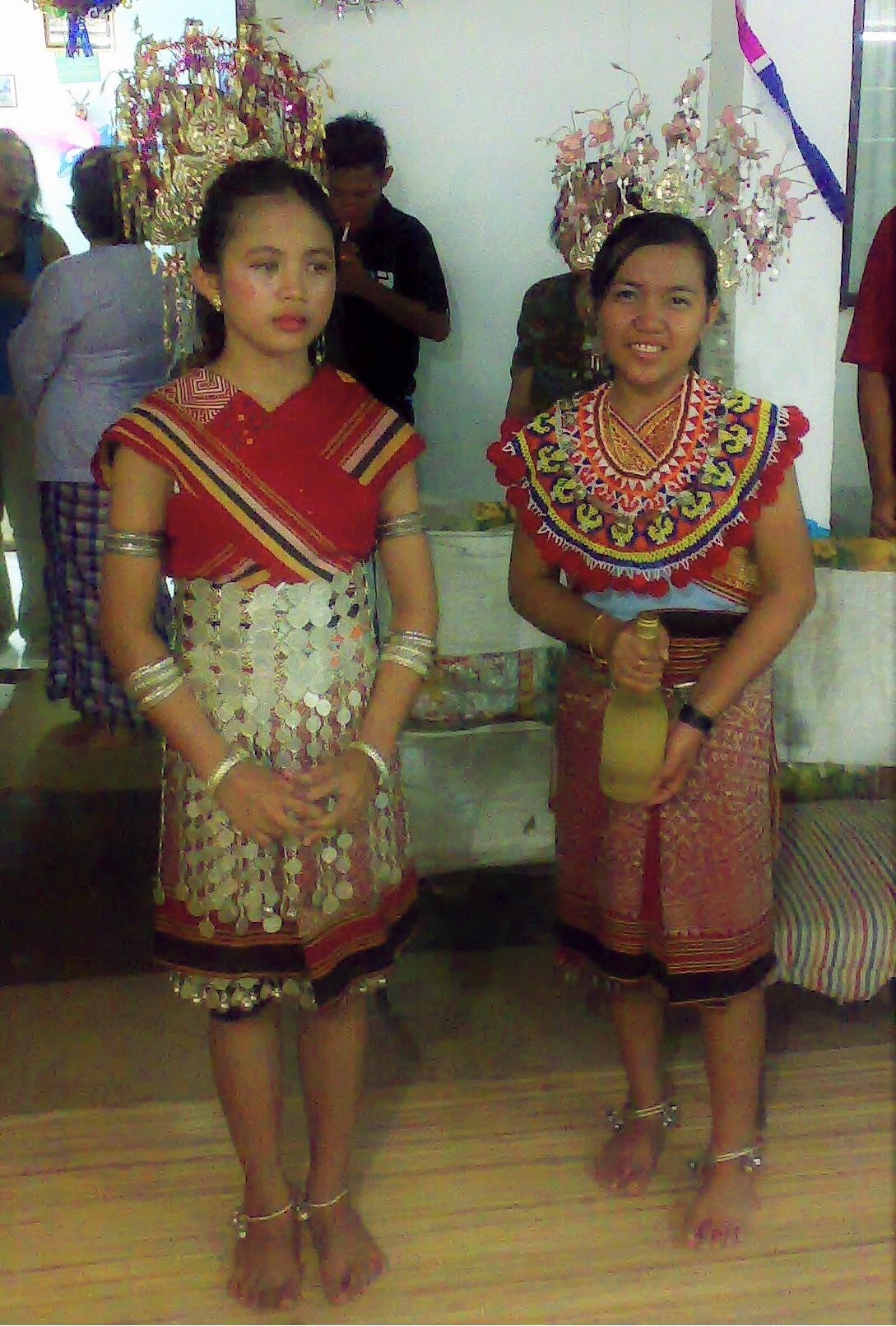
Ibanflickor i högtidsdräkt.

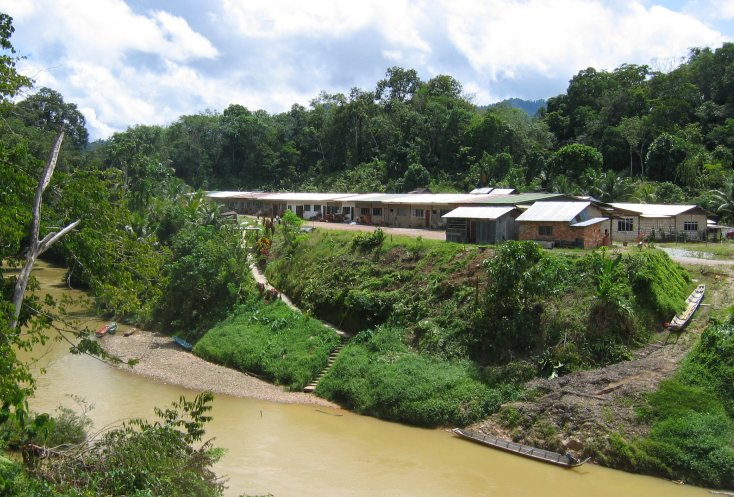
Modernt långhus

För Internationellt bankkontonummer, se International Bank Account Number
Iban är en gren av dajakfolken och ett stamfolk eller ursprungsfolk på Borneo. De var tidigare under den brittiska kolonialtiden kända som sjödajaker. De flesta iban är bosatta i Malaysia-delstaten Sarawak, där de cirka 680 000 medlemmarna (2006), utgör cirka 30 % av befolkningen och är den största etniska gruppen. Iban finns även i Brunei, och i västra Kalimantanregionen i Indonesien.
Iban praktiserade svedjebruk och var traditionellt kända för att vara huvudjägare och framgångsrika krigare och sjörövare. Sedan européernas ankomst och den efterföljande koloniseringen av området, försvann med tiden praktiserandet av huvudjakt. Men många andra stamseder, vanor och språk lever kvar. 
De bor i långhus som kallas rumah panjai. De flesta långhus är utrustade med moderna faciliteter som el- och vattenförsörjning och annan infrastruktur som vägar, telefonlinjer och internet. Yngre Iban bor främst i städer och besöker sin hembygd endast under högtider. Iban blir idag allt mer urbaniserade men behåller många av sina traditioner och kultur.